# Episodi di California (undicesima stagione)
Questa voce contiene trame, dettagli e crediti dei registi e degli sceneggiatori dell'undicesima stagione della serie televisiva California.
Negli Stati Uniti d'America, è stata trasmessa per la prima volta dalla CBS dal 28 settembre 1989 al 17 maggio 1990. In Italia la stagione è inedita.
Il cast regolare di questa stagione è composto da: Tonya Crowe (Olivia Cunningham Dyer), William Devane (Gregory Sumner), Kevin Dobson ('Mack' Patrick MacKenzie), Michele Lee (Karen MacKenzie), Patrick Petersen (Michael Fairgate), Ted Shackelford (Gary Ewing), Nicollette Sheridan (Paige Matheson), Joan Van Ark (Valene Gibson Waleska).
| nº | Titolo originale                | Titolo italiano | Prima TV USA      | Prima TV Italia |
| -- | ------------------------------- | --------------- | ----------------- | --------------- |
| 1  | Up the Spout Again              |                 | 28 settembre 1989 |                 |
| 2  | Poetic Justice                  |                 | 5 ottobre 1989    |                 |
| 3  | Prince Charming                 |                 | 12 ottobre 1989   |                 |
| 4  | Close Call                      |                 | 19 ottobre 1989   |                 |
| 5  | Best Interests                  |                 | 26 ottobre 1989   |                 |
| 6  | When Push Comes to Shove        |                 | 2 novembre 1989   |                 |
| 7  | Mixed Messages                  |                 | 9 novembre 1989   |                 |
| 8  | The Good Guys                   |                 | 16 novembre 1989  |                 |
| 9  | Perfect Couples                 |                 | 30 novembre 1989  |                 |
| 10 | Never Judge a Book by Its Cover |                 | 7 dicembre 1989   |                 |
| 11 | Twice Victim                    |                 | 14 dicembre 1989  |                 |
| 12 | What a Swell Party This Is      |                 | 21 dicembre 1989  |                 |
| 13 | Oh Brother                      |                 | 4 gennaio 1990    |                 |
| 14 | Road Trip                       |                 | 11 gennaio 1990   |                 |
| 15 | My Firstborn                    |                 | 18 gennaio 1990   |                 |
| 16 | Out of Control                  |                 | 25 gennaio 1990   |                 |
| 17 | My Bullet                       |                 | 1º febbraio 1990  |                 |
| 18 | The Ripple Effect               |                 | 8 febbraio 1990   |                 |
| 19 | The Grim Reaper                 |                 | 15 febbraio 1990  |                 |
| 20 | Wrong for Each Other            |                 | 25 febbraio 1990  |                 |
| 21 | Good News, Bad News             |                 | 1º marzo 1990     |                 |
| 22 | Devil on My Shoulder            |                 | 8 marzo 1990      |                 |
| 23 | Home Sweet Home                 |                 | 15 marzo 1990     |                 |
| 24 | Only Just Begun                 |                 | 29 marzo 1990     |                 |
| 25 | The One to Blame                |                 | 5 aprile 1990     |                 |
| 26 | My Love Always                  |                 | 26 aprile 1990    |                 |
| 27 | If I Die Before I Wake          |                 | 3 maggio 1990     |                 |
| 28 | The Fan Club                    |                 | 10 maggio 1990    |                 |
| 29 | Let's Get Married               |                 | 17 maggio 1990    |                 |